# Ayora (barrio)
Ayora es un barrio de Valencia (España), perteneciente al distrito de Caminos al Grao. Está situado al este de la ciudad y limita al norte con Isla Perdida y Ciudad Jardín, al este con Cabañal-Cañamelar y Grao, al sur con La Cruz del Grao y Camí Fondo y al oeste con Albors. Su población en 2022 era de 24.553.

## Historia
PAI Guillem d'Anglesola
Desde 1979 existe un plan urbanístico, entre los varios de aquella época, que pretende conectar la avenida del Puerto y el Jardín de Ayora a través de la calle Guillem d'Anglesola, a cuyo efecto es necesario el derribo de unos 60 edificios de planta baja una altura.
En la década de 1990 comenzaron los primeros procesos de derribo en el tramo I del PAI, que no obstante quedaron paralizados (1991), degradándose con ello la barriada ya que, al ser desalojados los vecinos y permanecer las casas del tramo II en pie, fueron «ocupadas» ilegalmente. A partir de abril de 2003 el agente urbanizador actual se hace responsable de las obras, pasándole la ejecución la promotora municipal AUMSA. Finalmente, tras varios acuerdos a los que llegó el Ayuntamiento de Valencia, los derribos del tramo II comenzaron a efectuarse el día 14 de julio de 2011 por presión al agente urbanizador PROARA que había paralizado las obras por impagos y al que se le sancionó por ello y terminaron el 6 de abril de 2013. Una vez se derribaron todos los edificios, faltaba la reurbanización. 
En la actualidad el Ayuntamiento de Valencia cuenta con 7 mociones de censura por parte de la oposición por los más de 20 años de retraso de la obra. Alfonso Novo (Concejal de urbanismo del Ayuntamiento de Valencia) declaró en diciembre de 2014 que a finales de enero de 2015 retornarían las obras ya que el agente urbanizador disponía de todas las licencias y trasmitió su plena disposición para comenzarlas, pero la concejalía aclaró que no había ninguna fecha firmada. Al agente urbanizador se le han impuesto acciones legales por sus demoras, lejos de sus declaraciones "en verano 2015 estará terminado". El agente urbanizador llegó a afirmar que a mediados de marzo de 2015 deberían empezar las obras. El 16 de abril de 2015 el promotor afirma que se está tramitando la adjudicación de los trabajos materiales y finalmente tras estar el PAI parado 760 días, el 28 de abril de 2015 comienza la reurbanización del tramo II por el grupo Bertolín. Las obras de reurbanización cuentan con un presupuesto de 800.100€ y una duración de 6 a 9 meses. Con una superficie total a urbanizar de 11.500 m² (4.400 m² de calzada, 2.600 m² de acera y el resto para urbanización civil), estas obras incluyen la remodelación del jardín del tramo I que ya se urbanizó en el año 1990.

## Patrimonio
- Palacete de Ayora: encargado por el comerciante José Ayora en el año 1900, da el nombre al barrio.